# (3903) Kliment Ohridski
(3903) Kliment Ohridski – planetoida z pasa głównego asteroid okrążająca Słońce w ciągu 5 lat i 6 dni w średniej odległości 2,93 j.a. Została odkryta 20 września 1987 roku przez Erica Elsta. Przed nadaniem nazwy planetoida nosiła oznaczenie tymczasowe (3903) 1987 SV2.